# Świat Talizmanu
Świat Talizmanu (jap. バース Bāsu; ang. Birth) – anime OVA z 1984 roku.

## Obsada (głosy)
- Kazuki Yao jako Nam (Talon)
- Miina Tominaga jako Rasa
- Ichirō Nagai jako Bao (Mo)
- Kaneto Shiozawa jako Kim (Keen)
- Fuyumi Shiraishi jako Monga
- Chika Sakamoto jako Munyo

## Wersja polska
Wersja wydana na VHS z angielskim dubbingiem i polskim lektorem.
- Opracowanie i dystrybucja: Video Rondo[1][2][3]
- Lektor: Andrzej Dębski